# Carlo Bonini
Pour les articles homonymes, voir Bonini.
Œuvres principales
- Suburra (2013)
- Rome brûle (2015)

Carlo Bonini (né le 4 mars 1967 à Rome) est un essayiste et journaliste d’investigation italien, spécialiste des sujets politiques et policiers italiens, travaillant pour le quotidien La Repubblica.

## Biographie
Né le 4 mars 1967 à Rome Carlo Bonini est non seulement  un journaliste d’investigation mais aussi un écrivain et un réalisateur,.
Carlo Bonini travaille comme Journaliste d'investigation pour plusieurs journaux parmi lesquels Il manifesto, le Corriere della Sera, mais aussi La Repubblica. Il est aussi auteur d’essais et d’enquêtes, comme celle relative à la prison de Guantanamo parue en 2004, et de romans noirs : ACAB – All Cops are Bastards, qui a par ailleurs été adapté au cinéma par Stefano Sollima.
Les œuvres de Bonini sont tirées de faits réels, généralement en rapport avec la société italienne et plus particulièrement la ville de Rome. Dans Suburra et Rome brûle, Bonini décrit un système politico-mafieux existant au sein la ville de Rome,. Il révèle les liens entre mafia et appareil politique en utilisant comme contexte l’arrestation du mafieux Massimo Carminati, dit Le Borgne par  la police italienne  en novembre 2014. L’administration Berlusconi est également illustrée dans les œuvres de Bonini. Carlo Bonini compare Rome, durant les années Berlusconi, à une prostituée,. Par ailleurs, tout comme dans la vraie vie Bonini met ses personnages devant des dilemmes : poursuivre l’amour ou ses idéaux, éliminer ses adversaires ou disparaître,.